# لمار (پنسیلوانیا)
لمار (به انگلیسی: Lamar) یک منطقهٔ مسکونی در ایالات متحده آمریکا است که در Porter Township واقع شده‌است. لمار ۲٫۹۲ کیلومتر مربع مساحت و ۵۶۲ نفر جمعیت دارد و ۲۴۲٫۳۲ متر بالاتر از سطح دریا واقع شده‌است.